# Vad finns det ovan molnen?
Vad finns det ovan molnen? är en svensk sång med musik och text av Eric Schröder.
Sången sjöngs in av Eva-Lill Wallentin, Elsy Lindgren till Nils Weyngards orkester den 2 februari 1954. Den utgavs på 78-varvarna Sonora 7771, Sonora 7792 samt på EP-skivan Sonora SEP 86.
En dotter frågar sin mor om vad som finns ovan molnen.